# His Lesson (film 1917)
His Lesson è un cortometraggio muto del 1917. Il nome del regista non viene riportato nei credit del film, prodotto dalla Vitagraph nel 1916 e uscito in sala il 1º gennaio 1917.

## Produzione
Il film fu prodotto dalla Vitagraph Company of America.

## Distribuzione
Distribuito dalla General Film Company, il film - un cortometraggio in una bobina - uscì nelle sale cinematografiche statunitensi il 1º gennaio 1917.